# گلمیخ‌پوستان
گلمیخ‌پوستان یا تسبیح‌سوسماران (به لاتین: Helodermatidae) یا مارمولک‌های مهره‌دار خانواده کوچکی از مارمولک‌ها هستند که امروزه در آمریکای شمالی بومی هستند، اما در گذشته باستان گسترده‌تر بودند. به‌طور سنتی، هیولای گیلا و مارمولک پوست‌منجوقی مکزیکی تنها گونه‌هایی بودند که به رسمیت شناخته شدند، هرچند که اخیراً به چندین گونه تقسیم شده است.
در حالی که پیشینهٔ فسیلی این خانواده ممکن است به دوره کرتاسه با سرده‌هایی مانند پریمادرما و پارادرمای آمریکای شمالی برگردد، کهن‌ترین اعضای قطعی هلودرماتیدها به الیگوسن پیشین با Lowesaurus matthewi از آمریکای شمالی (نبراسکا) و Eurheloderma gallicum از اروپا (فرانسه) هستند.